# 戶部郎中
戶部郎中，戶部的属官。
- 唐五代辽戶部第一司户部司的长官。隋文帝时設民部侍郎，作为民部司的长官，而不是如唐朝以后为民部的副长官。唐朝武德三年（620年）改为民部郎中。贞观二十三年（649年），唐高宗即位後，为唐太宗李世民避讳，改为戶部郎中，设二人，从五品上。掌管户口籍帐、土田、赋役、蠲复、婚姻的政令。唐高宗（662年—670年）、武则天（684年—705年）时，一度改称司元大夫、地官郎中。唐德宗以后，常以一人分判度支事务。五代十国沿置。辽朝也有此官。
- 宋金元明工部的佐贰官。北宋戶部郎中为五品寄禄官，不管理戶部的事情。元丰改制後，不设戶部司，戶部郎中为戶部的佐贰官，从六品。宋高宗绍兴年间，废除郎中，别置户部郎官。金朝不分司，设户部郎中三人，从五品，一个掌管户籍、物力、婚姻、继嗣、田宅、盐铁、矿冶、市易，一个掌管度支、府库、国用、俸禄、租税。元朝设户部郎中二人，从五品。明朝户部属司按布政使司分设，正五品，户部三库也各设郎中一员。
- 户部各司郎中的统称。唐朝戶部户部司、度支司、金部司、仓部司四司的郎中，明清户部十三清吏司的郎中。